# 桜井豊前守
桜井 豊前守（さくらい ぶぜんのかみ、生没年不詳）は、戦国時代の武将。

## 略歴
丹後国竹野神社の神主家。天正3年（1575年）8月の越前一向一揆討伐戦に一色義道とともに船で出陣し、一揆軍を攻撃したことが『信長公記』に記されている。